# Киндинг, Бьорн
Бьорн Киндинг (швед. Björn Kinding; род. 29 апреля 1957, Гётеборг) — шведский хоккеист, тренер и спортивный функционер.

## Биография
После завершения своей карьеры в 21 год занялся тренерской деятельностью. В качестве наставника Киндинг работал в нескольких странах, а также возглавлял сборную Дании. В 1998 году он был главным тренером сборной Японии на домашних Олимпийских играх в Нагано.
Бьорн Киндинг является консультантом российской Высшей школы тренеров по хоккею с шайбой имени Сергея Михалёва. В качестве эксперта по вопросам развития юных хоккеистов и тренерских штабов совершал поездки по России и делился опытом с детскими наставниками. Также работал на административных должностях в швейцарских клубах «Цуг» и «Женева-Серветт».
В последнее время шведский специалист руководит сборной ЮАР по хоккею с шайбой.

## Достижения
- Чемпион Дании (1): 1983/84.
- Чемпион Франции (1): 2013/14.